# Basil Gill
Basil Gill (1877–1955) foi um ator de cinema britânico cujo carreira no cinema começou com Henrique VIII, um filme mudo de curta-metragem.

## Filmografia selecionada
- The Admirable Crichton (1918)
- Rembrandt (1936)
- His Lordship (1936)
- The Crimson Circle (1936)
- I, Claudius (1937)
- St Martin's Lane (1938)
- Dangerous Medicine (1938)
- The Citadel (1938)